# QEMM
 (février 2024).
Si vous disposez d'ouvrages ou d'articles de référence ou si vous connaissez des sites web de qualité traitant du thème abordé ici, merci de compléter l'article en donnant les références utiles à sa vérifiabilité et en les liant à la section « Notes et références ».

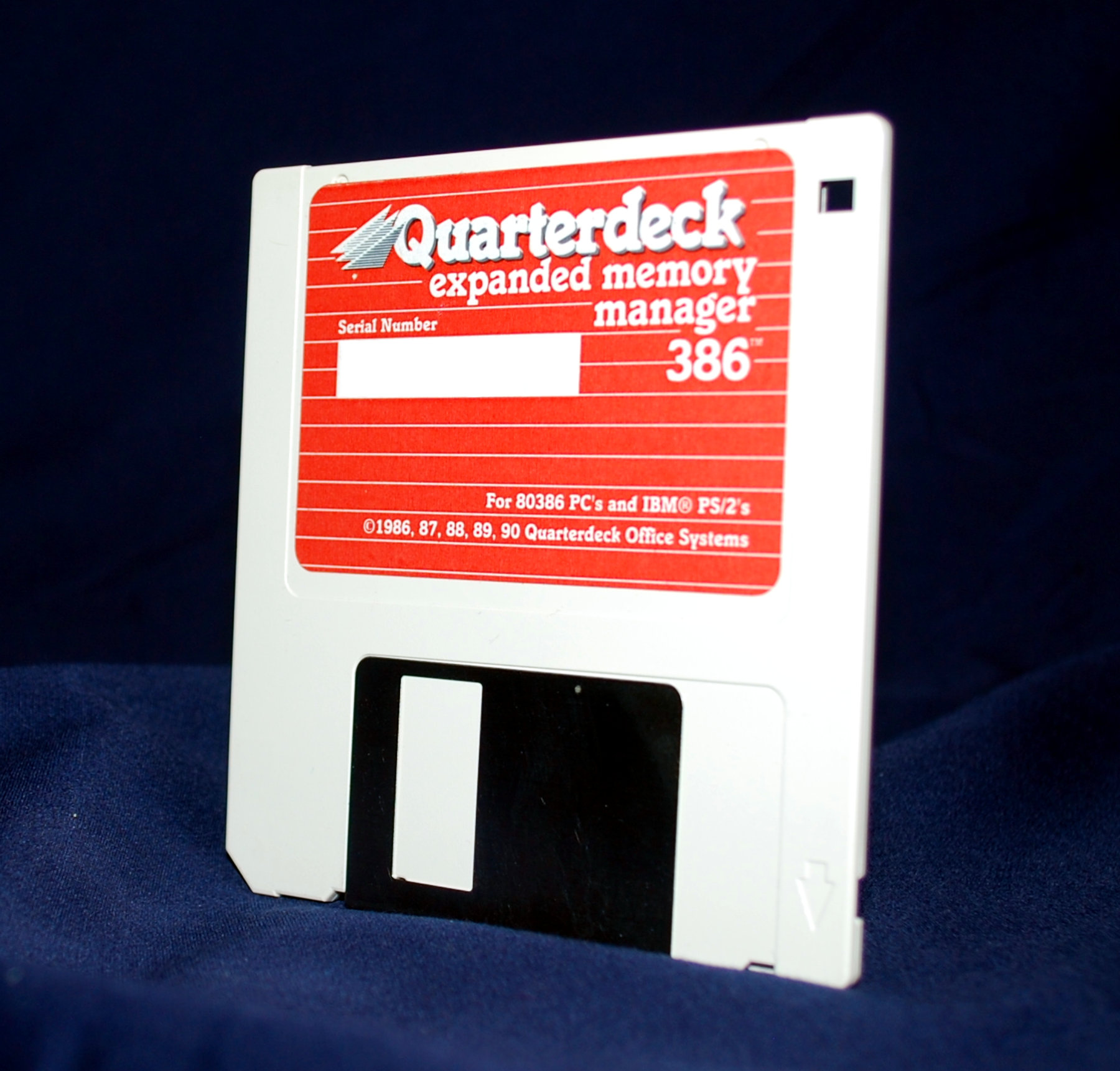
Une disquette contenant une version de QEMM pour ordinateurs 80386 et IBM PS/2.

Quarterdeck Expanded Memory Manager (QEMM) est un gestionnaire de mémoire développé par Quarterdeck Office Systems entre la fin des années 1980 et la fin des années 1990. C'était l'outil tiers de ce type le plus populaire pour les systèmes MS-DOS et d'autres systèmes d'exploitation de type DOS.

## Fonctionnalités

### Pilote QEMM
QEMM donne accès à la zone de mémoire haute (UMA), à la mémoire paginée (EMS) et à la mémoire étendue (XMS), à l'interface d'exploitation du mode protégé (VCPI) et à l'interface du mode protégé du DOS (DCPI).
Il propose en outre la fonctionnalité QuickBoot, qui autorise un reboot à chaud, sans repasser par le BIOS. Ce reboot permet d'éviter l'écran de démarrage du BIOS, les tests de la mémoire (qui peuvent prendre beaucoup de temps) et l'énumération des périphériques. Il fonctionne en remettant le CPU dans son état initial, tel qu'il est juste après le POST.

### DOS-Up
Déplace le noyau MS-DOS, command.com et un certain nombre de ressources (buffers, pointeurs de fichiers...) vers la mémoire haute. Ce module supporte DOS 3.2 ou supérieur.

### HookRAM
Permet de masquer les pilotes, mêmes s'ils ont été chargés en mémoire avant QEMM.